# Nokia 6670
El Nokia 6670 es un teléfono inteligente distribuido por Nokia en el año 2004. Basado en la plataforma Series 60, es la versión tribanda de negocios del Nokia 7610, e incorpora una cámara digital de 1 megapixel, 8 MB de almacenamiento, ranura Multi Media Card, Bluetooth y una pantalla de 176x208 y 65,536 colores. El Software incluye visores de ficheros Microsoft Word, Excel, Powerpoint y PDF, el navegador NetFront compatible con HTML, XHTML y WML y una aplicación GPS que genera datos a partir de las células de datos GSM. Puede incorporar aplicaciones diseñadas para la Series 60, soporta aplicaciones Java y juegos. Su CPU es un Texas Instruments OMAP 1510 con núcleo ARM925T a 123 MHz.

## Características
- Lanzamiento: 2004
- Tarjeta SIM: Mini Sim (2FF) interna bajo la batería, junto a la ranura MMC
- Antena: todas internas.
- Pantalla: TFT LCD
- Resolución de pantalla: 176 x 208 píxeles y 16 bits (65536 colores)
- Sistema operativo: Symbian 7.0s, Series 60 v2.0 UI
- Java: MIDP 2.0 soportado por el sistema operativo. Permite instalar aplicaciones nativas para la Serie 60 o Java (juegos, aplicaciones, etc). Trae de serie la aplicación Monedero 2.0 para almacenar cifrados datos de tarjetas de crédito, claves PIN, cuentas, etc.[1][2]
- Memoria: 8 MiB de almacenamiento interno
- SoC: Texas Instruments OMAP 1510
- Microprocesador:  ARM925T a 123 MHz
- Bandas: tribanda
  - Europa: 2G GSM 900/1800/1900 MHz
  - América: 2G GSM 850/1800/1900 MHz
- Datos: GPRS Clase B (GPRS Multislot clase 6: velocidad máxima de descarga 40,3 kbit/s; de envío 26,8 kbit/s), WAP 2.0
- Cámara: de 1 megapixel (1152 x 864) con zoom digital 4x, capacidad de grabar vídeo QCIF (176 x 144) o SQCIF (128 × 96), hasta 10 minutos (depende de la memoria disponible). Modo nocturno. Admite el Flash para Cámara Nokia PD-2
- Timbres: polifónicos y MP3, grabación de voz
- Multimedia: reproductor multimedia Real Player con soporte de ficheros .3gp[3] y .mp4, vídeo MPEG-4, vídeo H.263 y audio AMR, RealMedia (Real Video y Real Audio), MP3 y AAC
- Conectividad: Conector Pop-Port en la base con soporte de USB, además de accesorios como auriculares. Bluetooth 1.1
- Batería: BL-5C interna de Li-ion y 900 mAh
  - Tiempo de espera: hasta 240 horas
  - Tiempo de conversación: hasta 240 minutos
- Formato: Candybar
- Carcasa: rectangular con formas redondeadas en las esquinas izquierda inferior y derecha superior. En el frontal, bajo la pantalla, 2 botones de funcionalidad en pantalla y D-Pad, keypad telefónico estándar; en el lateral izquierdo del keypad, descolgar y navegar; en el derecho, colgar, cancelar y editar. En la base, conector Pop-Port.
- Tamaño: 108,6 mm (4,28 pulgadas) largo x 53 mm (2,09 pulgadas) ancho x 20,9 mm (0,82 pulgadas) alto
- Peso: 120 g (4,23 onzas)
- Volumen: 98,5 cm³
- Tarjeta de memoria: RS-Multi Media Card (normal y Dual Voltage). De serie viene con una de 64 MiB, soporta hasta 1 GiB
- Tasa de absorción específica:  
  - Estados Unidos: 0,73 W/kg (cabeza), 0,60 W/kg (cuerpo)
  - Europa: 0,52 W/kg (cabeza)
- Mensajes: SMS con texto predictivo T9, MMS
- eMail: POP3 / SMTP IMAP4
- Otras prestaciones: llamada en espera, lista de llamadas emitidas/recibidas/perdidas, vibración, alarma, calculadora. Sincronización con Microsoft Outlook (98, 2000, 2002, 2003), Outlook Express, Lotus Organizer, (5.0, 6.0), Lotus Notes (5.0, 6.0). Navegador Web NetFront compatible con PDF (incluido en la tarjeta Multi Media Card) y navegador del sistema operativo con soporte HTML, XHTML y WML.

## Contenido del paquete
- Teléfono Nokia 6670
- Tarjeta MultiMediaCard (MMC) MU-1 de 64 MiB
- Adaptador para ranuras de tarjeta MMC de tamaño normal
- Kit Manos Libres Portátil HS-5
- Batería BL-5C, Ion Litio 900 mAh
- Cargador Rápido ACP-12
- Cable de Conectividad USB DKU-2
- CD-ROM con software y guías
- Guía del usuario